# Frank Ferguson
Pour les articles homonymes, voir Ferguson.
Frank Ferguson est un acteur américain, né le 25 décembre 1899 à Ferndale (Californie) et mort d'un cancer le 12 septembre 1978 à Los Angeles (Californie).

## Biographie
Frank Ferguson a tourné dans près de 200 films pour le grand écran. Pour la plupart, ses apparitions ne concernaient que quelques scènes, voire une seule comme dans Le Massacre de Fort Apache, de John Ford. Deux grands cinéastes lui donnèrent cependant des rôles plus importants : Max Ophüls dans Pris au piège, où il incarne un médecin accoucheur, collègue de James Mason, et Nicholas Ray dans Johnny Guitare, où il tente de s'interposer entre Joan Crawford et Mercedes McCambridge, en y perdant la vie.
Il fut tout aussi actif à la télévision, en collaborant à différents feuilletons Le Virginien, La Petite Maison dans la prairie ou Bonanza. Mais c'est surtout son personnage du contremaître Gus Broeberg dans Mon amie Flicka aux côtés de Gene Evans et Anita Louise qui lui permet de devenir une figure familière du petit écran.

## Filmographie

### Cinéma
- 1940 : Gambling on the High Seas (en) de George Amy
- 1940 : Father is a Prince de Noel M. Smith
- 1941 : Femmes adorables (Four Mothers) de William Keighley
- 1941 : Bullets for O'Hara (en) de William K. Howard
- 1941 : La vie commence pour André Hardy (Life Begins for Andy Hardy) de George B. Seitz (scènes supprimées au montage)
- 1941 : L'amour vient en dansant (You'll Never Get Rich) de Sidney Lanfield
- 1941 : Passage from Hong Kong (en) de D. Ross Lederman
- 1941 : At the Stroke of Twelve de Jean Negulesco (court métrage)
- 1941 : La Charge fantastique (They Died with Their Boots On) de Raoul Walsh
- 1941 : The Body Disappears de D. Ross Lederman
- 1942 : Les Naufrageurs des mers du Sud (Reap the Wild Wind) de Cecil B. DeMille
- 1942 : Mon amie Sally (My Gal Sal) d'Irving Cummings
- 1942 : Broadway de William A. Seiter
- 1942 : Tueur à gages (This Gun For Hire) de Frank Tuttle
- 1942 : Grand Central Murder de S. Sylvan Simon
- 1942 : Ten Gentlemen from West Point d'Henry Hathaway
- 1942 : Spy Ship de B. Reeves Eason
- 1942 : Moonlight Masquerade de John H. Auer
- 1942 : The Daughter of Rosie O'Grady de Jean Negulesco (court métrage)
- 1942 : Wings for the Eagle de Lloyd Bacon
- 1942 : The War Against Mrs. Hadley d'Harold S. Bucquet
- 1942 : The Spirit of Stanford de Charles Barton
- 1942 : You Can't Escape For Ever de Jo Graham
- 1942 : City of Silent Men de William Nigh
- 1942 : Boss of Big Town d'Arthur Dreifuss
- 1943 : Truck Busters de B. Reeves Eason
- 1943 : The Meanest Man in the World de Sidney Lanfield
- 1943 : Mission to Moscow de Michael Curtiz
- 1943 : Pilot N° 5 de George Sidney
- 1943 : Salute to the Marines (en) de S. Sylvan Simon
- 1945 : Frisson d'amour (Thrill of a Romance) de Richard Thorpe
- 1945 : Secrets of a Sorority Girl de Frank Wisbar
- 1945 : Les Dolly Sisters (The Dolly Sisters) d'Irving Cummings
- 1946 : Les Héros dans l'ombre (O.S.S.) d'Irving Pichel
- 1946 : Blonde for a Day de Sam Newfield
- 1946 : The Searching Wind de William Dieterle
- 1946 : Nuit et Jour (Night and Day) de Michael Curtiz
- 1946 : Le Passage du canyon (Canyon Passage) de Jacques Tourneur
- 1946 : Little Miss Big d'Erle C. Kenton
- 1946 : If I'm Lucky (en) de Lewis Seiler
- 1946 : Lady Chaser de Sam Newfield
- 1946 : Swell Guy de Frank Tuttle
- 1946 : Golden Slippers de Jerry Hopper (court métrage)
- 1946 : Cross My Heart de John Berry
- 1946 : Californie terre promise (California) de John Farrow
- 1947 : L'Homme que j'aime (The Man I Love) de Raoul Walsh
- 1947 : Mariage parfait (The Perfect Marriage) de Lewis Allen
- 1947 : Au carrefour du siècle (The Beginning or the End) de Norman Taurog
- 1947 : Ma femme est un grand homme (The Farmer's Daughter) de H. C. Potter
- 1947 : Blaze of Noon de John Farrow
- 1947 : Killer at Large (en) de William Beaudine
- 1947 : Le Docteur et son toubib (Welcome Stranger) d'Elliott Nugent
- 1947 : Danger Street de Lew Landers
- 1947 : The Trouble with Women (en) de Sidney Lanfield
- 1947 : The Perils of Pauline de George Marshall
- 1947 : Ils ne voudront pas me croire (They Won't Believe Me) d'Irving Pichel
- 1947 : Smooth Sailing de Jerry Hopper (court métrage)
- 1947 : Hollywood en folie (Variety Girl) de George Marshall
- 1947 : Éternel Tourment (Cass Timberlane) de George Sidney
- 1947 : The Fabulous Texan (en) d'Edward Ludwig
- 1947 : La Brigade du suicide (T-Men) d'Anthony Mann
- 1947 : En route vers Rio (Road to Rio) de Norman Z. McLeod
- 1948 : La mariée est folle (The Bride Goes Wild) de Norman Taurog
- 1948 : Le Massacre de Fort Apache (Fort Apache) de John Ford
- 1948 : The Inside Story d'Allan Dwan
- 1948 : Le Miracle des cloches (The Miracle of the Bells) d'Irving Pichel
- 1948 : L'Emprise (The Hunted) de Jack Bernhard
- 1948 : Fighting Father Dunne de Ted Tetzlaff
- 1948 : Deux Nigauds contre Frankenstein (Abbott and Costello meet Frankenstein) de Charles Barton
- 1948 : The Vicious Circle de W. Lee Wilder
- 1948 : The Walls of Jericho de John M. Stahl
- 1948 : Les Amants de la nuit (They Live by Night) de Nicholas Ray
- 1948 : La Grande Menace (Walk a Crooked Mile) de Gordon Douglas
- 1948 : The Babe Ruth Story de Roy Del Ruth
- 1948 : Rachel and the Stranger de Norman Foster
- 1948 : Scandale en première page (That Wonderful Urge) de Robert B. Sinclair
- 1949 : Dynamite de William H. Pine
- 1949 : Jenny, femme marquée (Shockproof) de Douglas Sirk
- 1949 : Slightly French de Douglas Sirk
- 1949 : State Department: File 649 de Sam Newfield
- 1949 : Pris au piège (Caught) de Max Ophüls
- 1949 : Homicide (en) de Felix Jacoves
- 1949 : Entrons dans la danse (The Barkleys of Broadway) de Charles Walters
- 1949 : L'Assassin sans visage (Follow Me Quietly) de Richard Fleischer
- 1949 : Roseanna McCoy d'Irving Reis
- 1949 : N'oubliez pas la formule (Free for All) de Charles Barton
- 1949 : Dancing in the Dark d'Irving Reis
- 1950 : La Clé sous la porte (Key to the City) de George Sidney
- 1950 : Tyrant of the Sea de Lew Landers
- 1950 : Le Marchand de bonne humeur (The Good Humor Man) de Lloyd Bacon
- 1950 : Haines (The Lawless) de Joseph Losey
- 1950 : Louisa d'Alexander Hall
- 1950 : Les Furies (The Furies) d'Anthony Mann
- 1950 : He's a Cockeyed Wonder de Peter Godfrey
- 1950 : Tourment (Right Cross) de John Sturges
- 1950 : Under Mexicali Stars de George Blair
- 1950 : Amour et caméra (Watch the Birdie) de Jack Donohue
- 1950 : Les Cadets de West Point (The West Point Story) de Roy Del Ruth
- 1950 : La Femme sans loi (Frenchie) de Louis King
- 1951 : Les Rebelles du Missouri (The Great Missouri Raid) de Gordon Douglas
- 1951 : La Bagarre de Santa Fe (Santa Fe) d'Irving Pichel
- 1951 : Thunder in God's Country de George Blair
- 1951 : Le Sentier de l'enfer (Warpath) de Byron Haskin
- 1951 : Le peuple accuse O'Hara (The People Against O'Hara) de John Sturges
- 1951 : The Barefoot Mailman d'Earl McEvoy
- 1951 : Enlevez-moi, Monsieur (Elopement) d'Henry Koster
- 1951 : Agence Cupidon (The Model and the Marriage Broker) de George Cukor
- 1952 : À feu et à sang (The Cimarron Kid) de Budd Boetticher
- 1952 : Cette sacrée famille (Room for One More) de Norman Taurog
- 1952 : Vocation secrète (Boots Malone) de William Dieterle
- 1952 : Les Affameurs (Bend of the River) d'Anthony Mann
- 1952 : La Maison dans l'ombre (On Dangerous Ground) de Nicholas Ray
- 1952 : Je retourne chez maman (The Marrying Kind) de George Cukor
- 1952 : L'Ange des maudits (Rancho Notorious) de Fritz Lang
- 1952 : Rodeo (en) de William Beaudine
- 1952 : Oklahoma Annie de R. G. Springsteen
- 1952 : Models Inc. (en) de Reginald Le Borg
- 1952 : The Winning Team de Lewis Seiler
- 1952 : Qui donc a vu ma belle ? (Has Anybody Seen my Gal) de Douglas Sirk
- 1952 : Wagons West (en) de Ford Beebe
- 1952 : Ma and Pa Kettle at the Fair (en) de Charles Barton
- 1952 : Ça pousse sur les arbres (It Grows on Trees) d'Arthur Lubin
- 1952 : La Maîtresse de fer (The Iron Mistress) de Gordon Douglas
- 1952 : La Première Sirène (Million Dollar Mermaid) de Mervyn LeRoy
- 1952 : La Parade de la gloire (Stars and Stripes Forever) d'Henry Koster
- 1953 : Star of Texas de Thomas Carr
- 1953 : La Femme qui faillit être lynchée (Woman They Almost Lynched) d'Allan Dwan
- 1953 : La Femme au gardénia (The Blue Gardenia) de Fritz Lang
- 1953 : Les étoiles chantent (The Stars Are Singing) de Norman Taurog
- 1953 : The I Don't Care Girl de Lloyd Bacon
- 1953 : Un homme pas comme les autres (Trouble Along the Way) de Michael Curtiz
- 1953 : L'Homme au masque de cire (House of Wax) d'André de Toth
- 1953 : The Marksman de Lewis D. Collins
- 1953 : Lone Hand de George Sherman
- 1953 : La Rivière de la poudre (Powder River) de Louis King
- 1953 : Le Monstre des temps perdus (The Beast from 20,000 Fathoms) d'Eugène Lourié
- 1953 : So This Is Love de Gordon Douglas
- 1953 : Hannah Lee: An American Primitive de Lee Garmes et John Ireland
- 1953 : The Big Leaguer de Robert Aldrich
- 1953 : City of Bad Men d'Harmon Jones
- 1953 : Main Street to Broadway de Tay Garnett
- 1953 : Mon Grand (So Big!) de Robert Wise
- 1953 : La Scandaleuse (en) (Wicked Woman) de Russell Rouse
- 1953 : Texas Bad Man (it) de Lewis D. Collins
- 1954 : Le Cavalier traqué (Riding Shotgun) d'André de Toth
- 1954 : Johnny Guitare (Johnny Guitar) de Nicholas Ray
- 1954 : Terreur à Shanghaï (The Shanghai Story) de Frank Lloyd
- 1954 : Les Proscrits du Colorado (The Outcast) de William Witney
- 1954 : Une étoile est née (A Star is Born) de George Cukor
- 1954 : L'Aigle solitaire (Drum Beat) de Delmer Daves
- 1954 : Un amour pas comme les autres (Young at Heart) de Gordon Douglas
- 1954 : Mardi, ça saignera (Black Tuesday) de Hugo Fregonese
- 1955 : Le Souffle de la violence (The Violent Men) de Rudolph Maté
- 1955 : Le Cri de la victoire (Battle Cry) de Raoul Walsh
- 1955 : New York confidentiel (New York Confidential) de Russell Rouse
- 1955 : Pavillon de combat (The Eternal Sea) de John H. Auer
- 1955 : City of Shadows de William Witney
- 1955 : Les Contrebandiers de Moonfleet (Moonfleet) de Fritz Lang
- 1955 : Le Tigre du ciel (The McConnell Story) de Gordon Douglas
- 1955 : Le Procès (Trial) de Mark Robson
- 1955 : Ville sans loi (A Lawless Street) de Joseph H. Lewis
- 1955 : Le Doigt sur la gâchette (At Gunpoint) d'Alfred L. Werker
- 1957 : The Phantom Stagecoach de Ray Nazarro
- 1957 : The Iron Sheriff de Sidney Salkow
- 1957 : Gun Duel in Durango de Sidney Salkow
- 1957 : Cette nuit ou jamais (This Could Be the Night) de Robert Wise
- 1957 : The Lawless Eighties de Joseph Kane
- 1958 : Le Desperado des plaines (Cole Younger, Gunfighter) de R.G. Springsteen
- 1958 : Lueur dans la forêt (The Light in the Forest) de Herschel Daugherty
- 1958 : Terreur au Texas (Terror in a Texas Town) de Joseph H. Lewis
- 1958 : L'Homme de l'Ouest (Man of the West) d'Anthony Mann
- 1958 : La révolte est pour minuit (it) (Revolt in the Big House) de R. G. Springsteen
- 1958 : Le Retour d'André Hardy (Andy Hardy Comes Home) de Howard W. Koch
- 1960 : The Big Night de Sidney Salkow
- 1960 : Raymie de Frank McDonald
- 1960 : Sunrise at Campobello de Vincent J. Donehue
- 1961 : Milliardaire pour un jour (Pocketful of Miracles) de Frank Capra
- 1964 : Feu sans sommation (The Quick Gun) de Sidney Salkow
- 1964 : Chut... chut, chère Charlotte (Hush... Hush, sweet Charlotte) de Robert Aldrich
- 1965 : Calloway le trappeur (Those Calloways) de Norman Tokar
- 1965 : Le Massacre des sioux (The Great Sioux Massacre) de Sidney Salkow

### Télévision
- 1960 : Au nom de la loi  saison 2 épisode 27 (Le paria) : Amos Wilson
- 1976 : La Petite Maison dans la prairie (The House on the Prairie) (Série) saison 2, épisode 18 : Une éternité (The Long Road Home)